# Rušnyk

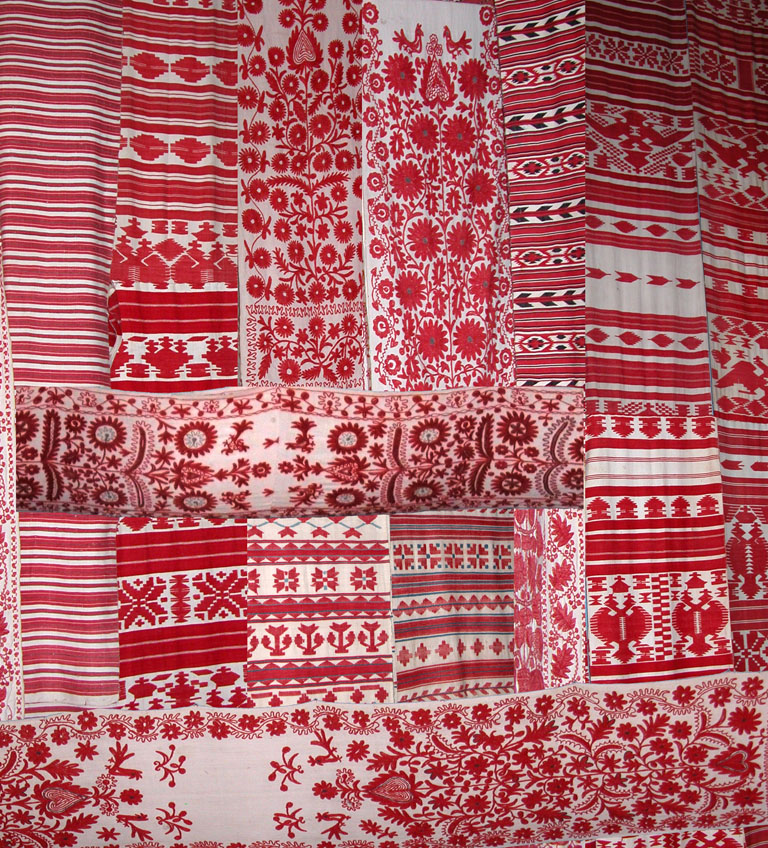
Esempi di rušnyk

Il rušnyk (in ucraino рушник?; in bielorusso ручнік?, ručnik; in russo рушник?, rušnik) è un telo ricamato la cui larghezza va dai 20 cm ai 50 cm e la lunghezza da 1 m a 4 m. Esso viene usato come ornamento decorativo oppure in occasione di cerimonie. È generalmente diffuso in Ucraina, Bielorussia e Russia.

## Storia
Nel medioevo il termine rušnyk poteva riferirsi a un'unità monetaria oppure a un tessuto che veniva applicato sui lato frontale e sulla schiena. In Ucraina esso veniva usato per avvolgere i neonati oppure per legare le mani degli sposi durante la cerimonia nunziale. Inoltre, la futura sposa e le damigelle erano solite indossarlo durante la doccia, ed era il principale dono rivolto allo sposo, nonché parte della dote nunziale.
Gli hutsuli appendevano il rušnyk alla finestra in segno di lutto, e durante i funerali esso avvolgeva i cadaveri e veniva posto sui buoi che tiravano il carro funebre. Inoltre, era consuetudine donare un rušnyk alle chiese, in particolare durante le feste religiose come quella della Trinità, dell'Epifania o di Ivan Kupala. Il rušnyk poteva anche essere il simbolo del focolare familiare: esso infatti veniva appeso sull'ultima trave durante la costruzione di una casa, per poi essere regalato agli operai. Alcune sue varianti denominate božnyk e naobraznyk erano invece usate come decorazioni delle icone e dei dipinti domestici.

## Caratteristiche
A seconda della regione che si prende in considerazione, il rušnyk possiede diverse forme e colori. Ad esempio, nelle regioni di Kiev, Poltava e Černihiv le trame formano un vaso fatto di fiori posti in verticale, e l'albero della vita è un motivo ricorrente posto lungo la parte superiore della stoffa. I rušnyk di Poltava possiedono un colore rosso vivo, mentre nell'area di Kiev possono essere rossi e neri oppure rossi e blu. In Podolia sono ricorrenti le trame geometriche e le figure stilizzate di uccelli o di animali femmine, nella Rutenia subcarpatica i colori variano dal nero al rosso fino al giallo, mentre in Bucovina e nella regione di Ternopil' i ricami sono più sfarzosi, con strisce nere e rosse lungo i bordi e disegni che coprono un quarto del drappo.
Le principali tecniche di lavorazione sono la tessitura a navetta, usata per i disegni geometrici orizzontali, e la tessitura in saia, usata per i motivi più elaborati come le figure stilizzate unite a figure geometriche.

## Il rušnyk nell'arte
In epoca moderna il rušnyk è diventato un soggetto artistico. Con la meccanizzazione della produzione inaugurata negli anni '60, sono nate numerose aziende che impiegano artigiani in tutta l'Ucraina, come a Kiev, Poltava, Vinnycja e Leopoli. Inoltre, nel paese vi sono numerosi musei che possiedono collezioni di rušnyk, come il museo dell'etnografia e dell'artigianato di Leopoli e il museo Ivan Hončar di Kiev. Il rušnyk è anche parte dell'arredamento di una casa, ed è oggetto di canzoni sia popolari che contemporanee, spesso emblema di amore, fedeltà e patriottismo.
In epoca sovietica era comune che i rušnyk ritraessero Lenin, Stalin, la stella rossa o la falce e il martello.